# 12926 Brianmason
12926 Brianmason è un asteroide della fascia principale. Scoperto nel 1999, presenta un'orbita caratterizzata da un semiasse maggiore pari a 2,6898729 UA e da un'eccentricità di 0,2192110, inclinata di 8,78952° rispetto all'eclittica.
L'asteroide è dedicato al geochimico neozelandese Brian Harold Mason.